# Manouk Bey
Manouk Bey ou de son nom de naissance Emmanuel Marzayan (né en 1769 et mort en 1817) est un diplomate, marchand et aristocrate arménien de Roumanie à l'époque ottomane.
Riche marchand anobli, il est un des hommes les plus riches des Balkans à l'époque moderne. Il a été envisagé comme prétendant au trône de Moldavie. Il a tenu les rênes du commerce dans une vaste zone orientale des Balkans qui va de la Bulgarie jusqu'au sud de l'Ukraine.
Installé en Valachie, il est notamment connu pour avoir fondé le caravansérail de Bucarest où fut négocié et signé le traité de Bucarest (1812). Il devînt rapidement diplomate, et servit fréquemment de médiateur entre la Sublime Porte ottomane et l'empire de Russie.

## Biographie

### Débuts et anoblissement
Il naît à Roustchouk, en Bulgarie actuelle, en tant que raya (sujet chrétien de l'Empire ottoman). Établi marchand de céréales dans ce port danubien, il amasse dans ce commerce une considérable fortune qui lui donne la réputation d'être « l'homme le plus riche des Balkans ». En 1803, il reçoit le titre de paharnic (échanson) de la part de Constantin Ypsilántis, l'hospodar de la principauté de Valachie.
En 1808, le très influent Manouk est recommandé par son protecteur, le général ottoman et pacha Mustapha Beiraktar, pour être nommé hospodar de Moldavie, mais il est empêché d'accéder à ce trône par la chute de son mentor qui, ayant été mêlé à une insurrection de janissaires, se fait sauter avec son palais, alors assiégé par les troupes loyalistes. Momentanément hors-jeu, Manouk Bey se cache à Istanbul afin d'éviter d'être associé à l'affaire.

### Période roumaine

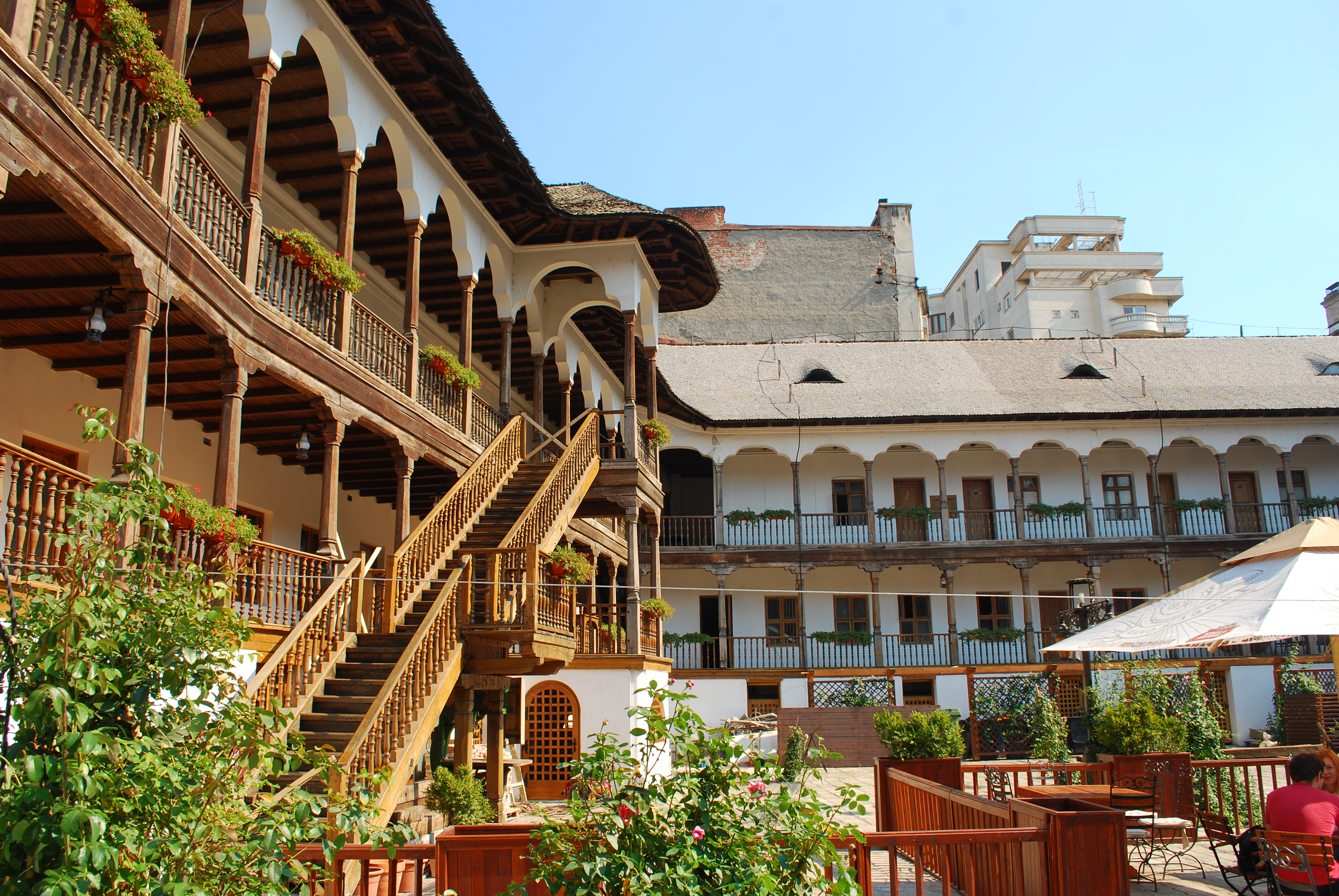
Caravansérail de Manouk Bey à Bucarest (Hanul lui Manuc).

Après une courte période d'exil en Transylvanie, il s'installe par la suite à Bucarest. C'est alors qu'il fait construire en 1808 le caravansérail de Bucarest, un vaste complexe hôtelier fait pour accueillir des centaines d'hôtes simultanément ainsi que de très grandes quantités de marchandises.
Parallèlement, et avec le temps, il acquit également de nombreux domaines en Moldavie orientale, près de Hînceşti (Moldavie actuelle) et Reni (Ukraine actuelle). Il est aussi le principal bailleur de fonds de la famille phanariote Ypsilanti et leur prête en tout 160 000 thalers.

### Le diplomate
Lors de la guerre russo-turque de 1806-1812, il fut nommé diplomate en 1809 pour servir de médiateur entre l'armée impériale russe du général Mikhaïl Andreïevitch Miloradovitch et une garnison rebelle ottomane à Giurgiu.
Il correspond fréquemment avec un grand nombre d'autres diplomates européens et notamment avec Ioánnis Kapodístrias dont les lettres ont été conservées.
Manouk accueille dans son caravansérail de Bucarest les négociateurs du traité de Bucarest (1812) : le prince phanariote Démètre Mourousi (1768-1812), Grand drogman depuis 1808, représentant l'Empire ottoman, et la délégation russe représentant le tsar Alexandre Ier, dirigée par l'émigré français Alexandre de Langeron (1763-1831) et par le commandant russe Mikhaïl Koutouzov qui signa le traité. Devenu agent russe, Manouk informe précisément Langeron et désinforme Mourousi, lui cachant notamment l'imminence de l'attaque de Napoléon contre la Russie, ce qui permet à cette dernière d'obtenir des clauses bien plus avantageuses qu'espérées : selon les articles 4 et 5 du traité, la Russie put annexer toute la moitié orientale de la Moldavie entre le Dniestr et le Prut : non seulement le Boudjak (ancienne Bessarabie) mais aussi 40% de la principauté de Moldavie, territoires comprenant ensemble 45 630 km2, avec 482 630 habitants, 5 citadelles (Hotin, Soroca, Orhei, Tighina et Cetatea Albă), 4 ports (Reni, Izmaïl, Chilia et Cetatea Albă), 17 villes et 695 villages, dont plusieurs domaines appartenant à Manouk. Pour s'être laissé berner, Démètre Mourousi est décapité le 25 octobre 1812 sur ordre du sultan, tandis que le Tsar Alexandre Ier constitue en Moldavie orientale sa nouvelle province de Bessarabie.

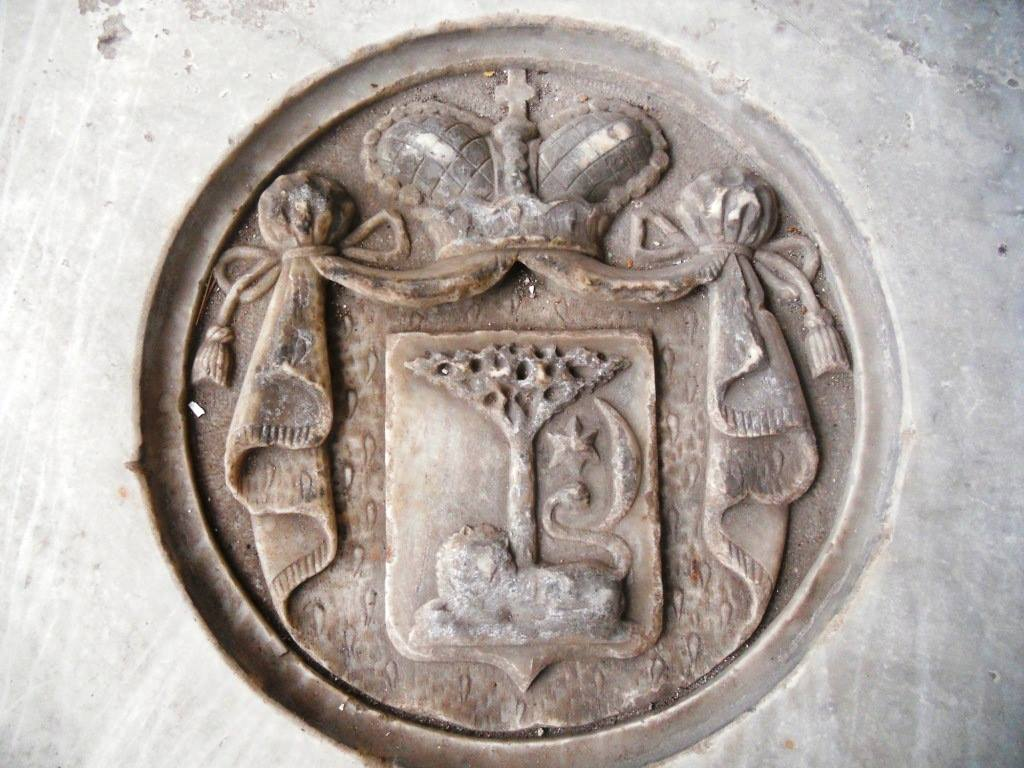
Armes de Manouk Bey sur sa tombe à Chișinău.

### Fin de vie
Vers la fin de sa vie, Manouk se retire sur ses terres bessarabiennes de Hîncești, où son fils fit construire plus tard un manoir. Ce dernier est actuellement un musée (« Muzeul Manuc Bey »).
Manouk meurt dans un accident en 1817 et est inhumé dans l'église arménienne de Chișinău.